# Melodia 2
『melodia 2』（メロディアツー）は、高垣彩陽の2枚目のカバーアルバム。2013年12月11日にMusicRay'nから発売された。

## 背景・音楽性
高垣のミニアルバムとしては前作『melodia』から2年ぶりのリリースとなる。リリース自体は大分前から決まっていたが、収録の決定やリストアップ、および曲の選曲は2013年の6月から8月にかけて行われた。なおディスクジャケットは冬の森をイメージして撮影された。
2曲目の「All I Want For Christmas Is You」は、マライア・キャリーの「恋人たちのクリスマス」をカバーした曲。当初はリリース時期が12月であるため自身は合唱曲や聖歌といったどちらかというとクラシックに近いものを選曲したが、プロデューサーの勧めで「恋人たちのクリスマス」をカバーすることに決めたという。ちなみに当初高垣が同曲をカバーすることを知らされたときには非常に驚いており、レコーディング時も曲の難易度が高いため心が折れそうだったが、休憩中に読んだリスナーからの英語の手紙のおかげで励まされたことを明かしている。

## 収録内容
CD
1. Seasons of Love [3:13][1]
  - 作詞・作曲：Jonathan D.Larson、編曲：平田祥一郎
2. All I Want For Christmas Is You [4:04][1]
  - 作詞・作曲：Mariah Carey、編曲：斎藤真也
3. Memory [4:26][1]
  - 作詞：トレヴァー・ナン・Eliot、作曲：Andrew Lloyd Webber、編曲：籠島裕昌
4. Que Sera Sera [2:38][1]
  - 作詞・作曲：Jay Livingston・Ray Evans、編曲：加藤裕介
5. Dream a Dream [3:55][1]
  - 作詞・作曲：Babenia Sam・Greenaway Simon・Shearman James Robert、編曲：Miyu Goto
6. Think of Me -Jazz Arr ver.- [3:59][1]
  - 作詞：Charles Hart・Richard Stilgoe・Andrew Lloyd Webber、編曲：Miyu Goto
7. 遠き山に日は落ちて [3:42][1]
  - 作詞：堀内敬三、作曲：Antonin Dvorak、編曲：斎藤真也

## チャート
| チャート（2013年）         | 最高位 |
| -------------------------- | ------ |
| オリコン                   | 30     |
| Billboard JAPAN Top Albums | 31     |